# Psychotria oblonga
Psychotria oblonga är en måreväxtart som först beskrevs av Dc., och fick sitt nu gällande namn av Julian Alfred Steyermark. Psychotria oblonga ingår i släktet Psychotria och familjen måreväxter. Inga underarter finns listade i Catalogue of Life.